# نهائي كأس رابطة الأندية الإنجليزية المحترفة 1987
نهائي كأس رابطة الأندية الإنجليزية المحترفة 1987 هي المباراة النهائية من منافسة كأس رابطة الأندية الإنجليزية المحترفة 1986–87، أقيمت المباراة في 5 أبريل 1987، في ملعب ويمبلي، بين فريقي نادي أرسنال، ونادي ليفربول، وفاز فيها نادي أرسنال، بعد أن هزم نادي ليفربول، بنتيجة 2 - 1.

## تفاصيل المباراة
لعبت المباراة النهائية في 5 أبريل 1987.
| نادي أرسنال | 2 -1 | نادي ليفربول |
| ----------- | ---- | ------------ |
|             |      |              |